# Truman (pel·lícula de 1995)
Truman és un telefilm dramàtic biogràfic estatunidenc de 1995 dirigit per Frank Pierson i escrit per Thomas Rickman, basat en el llibre de David McCullough Truman (1992), guanyador del premi Pulitzer. La pel·lícula és protagonitzada per Gary Sinise com Harry S. Truman i se centra en els humils inicis de Truman, el seu ascens a la presidència, la Segona Guerra Mundial i la seva decisió d'utilitzar la primera bomba atòmica. Va estar nominada a vuit Premis Primetime Emmy i en va guanyar dos: al Millor telefilm i al Millor càsting per a una minisèrie, telefilm o programa especial. La interpretació de Sinise li va valer el Globus d'Or al millor actor en minisèrie o telefilm de 1996.

## Repartiment
| - Gary Sinise com a Harry Truman - Diana Scarwid com a Bess Truman - Richard Dysart com a Henry L. Stimson - Colm Feore com a Charlie Ross - James Gammon com a Sam Rayburn - Tony Goldwyn com a Clark Clifford - Pat Hingle com a Boss Tom Pendergast - Harris Yulin com a General George Marshall | - Leo Burmester com a Frank Vassar - Amelia Campbell com a Margaret Truman - John Finn com a Bob Hannegan - Željko Ivanek com a Eddie Jacobson - David Lansbury com a Tinent Jim Pendergast - Remak Ramsay com a Dean Acheson - Marian Seldes com a Eleanor Roosevelt - Daniel von Bargen com a General Douglas MacArthur |